# وريد عجزي وحشي
الأوردة العجزية الوحشية هي أوردة ترافق الشرايين العجزية الوحشية على السطح الأمامي للعجز وتنتهي بالوريد الخثلي.

## صور إضافية

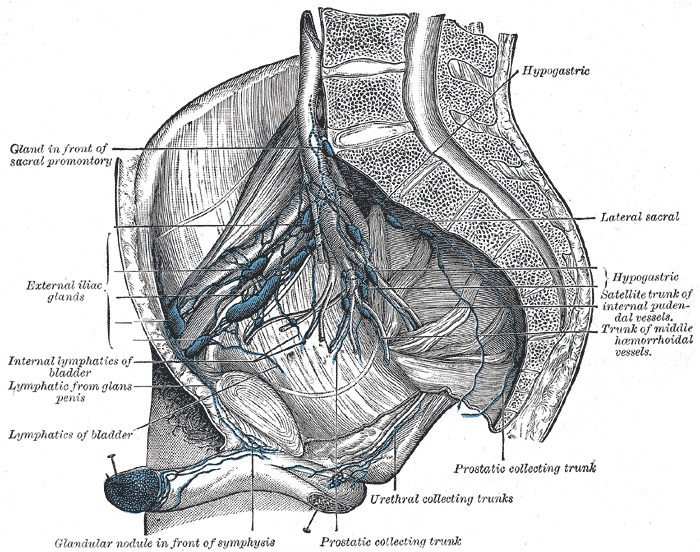
الغدد الحرقفية الحوضية (عرض وحشي).

## وصلات خارجية
- Lateral+sacral+veins في قاموس إي ميديسين